# Cratere Glaspell
Glaspell  è un cratere sulla superficie di Venere. Deve il suo nome a Susan Glaspell, scrittrice e drammaturga statunitense.